# Stoian Balov
Stoian Balov (în bulgară Стоян Балов; n. 24 mai 1960, Ceavdar, Sofia, Bulgaria) este un lupte ce a reprezentat Bulgaria, medaliat olimpic. A participat la o ediție a Jocurilor Olimpice (1988) în care a câștigat o medalie de argint.

## Participări
Lista de mai jos prezintă principalele competiții la care a participat Stoian Balov de-a lungul carierei.
- wrestling at the 1988 Summer Olympics – men's Greco-Roman 57 kg[*]